# Oakland (Mississippi)
Pour les articles homonymes, voir Oakland.
Oakland est une ville située dans le comté de Yalobusha, dans l’État du Mississippi aux États-Unis. Sa population s’élevait à 527 habitants lors du recensement de 2010, estimée à 514 habitants en 2017.

## Démographie
| Groupe      | Oakland | Mississippi | États-Unis |
| ----------- | ------- | ----------- | ---------- |
| Noirs       | 76,3    | 37,0        | 12,6       |
| Blancs      | 23,5    | 59,1        | 72,4       |
| Métis       | 0,2     | 1,2         | 2,9        |
| Autres      | 0       | 2,7         | 12,1       |
| Total       | 100     | 100         | 100        |
|             |         |             |            |
| Hispaniques | 1,9     | 2,8         | 16,7       |

Selon l'American Community Survey, pour la période 2011-2015, 100 % de la population âgée de plus de 5 ans déclare parler l'anglais à la maison.

## Source
- (en) Cet article est partiellement ou en totalité issu de l’article de Wikipédia en anglais intitulé « Oakland, Mississippi » (voir la liste des auteurs).

1. ↑  (en) « Oakland, MS Population - Census 2010 and 2000 », sur censusviewer.com (consulté le 2 mars 2016).
2. ↑  (en) « Population of Mississippi - Census 2010 and 2000 », sur censusviewer.com (consulté le 2 mars 2016).
3. ↑  (en) « Language spoken at home by ability to speak English for the population 5 years and over », sur factfinder.census.gov (consulté le 10 mars 2017).